# Holostei
Los holósteos (Holostei, del griego ολόκληρο, "entero" y οστό, "hueso") son una infraclase de peces actinopterigios que agrupa a peces de esqueleto casi totalmente osificado, con escamas ganoideas y notocorda persistente. Comprenden dos órdenes, los Amiiformes y los Lepisosteiformes. Representan el grupo hermano de los teleósteos, ambos formando el grupo de los neopterigios, que a su vez es grupo hermano es de los condrósteos y cladistios.
Se consideraba un grupo parafilético, siendo el orden Amiiformes más estrechamente relacionado con los teleósteos. Sin embargo, un estudio exhaustivo reciente de especies recientes y fósiles proporciono apoyo morfológico para considerar que los holósteos son un grupo monofilético, de acuerdo con análisis de datos moleculares.
En los holósteos aún está presente una vejiga natatoria pulmonoide primaria, un rasgo que se perdió de forma independiente tanto en los condrósteos como en los teleósteos (en algunos teleósteos la vejiga natatoria ha evolucionado desde entonces para volverse secundariamente respiratoria nuevamente).

## Sistemática

#### Hipótesis de Halecostomi
La hipótesis de Halecostomi propone a los Amiiformes y sus parientes fósiles como el grupo hermano de los Teleostei, siendo el principal grupo de neopterigios vivos, lo que hace que los Holostei sean parafilético.

| Halecostomi | \| \| Teleostei \| \| \| \| \| \| Halecomorphi \| \| \| \| |
|             | \| \| Teleostei \| \| \| \| \| \| Halecomorphi \| \| \| \| |
|             | Ginglymodi                                                 |
|             |                                                            |
|             | Teleostei                                                  |
|             |                                                            |
|             | Halecomorphi                                               |
|             |                                                            |

|  | Teleostei    |
|  |              |
|  | Halecomorphi |
|  |              |

#### Hipótesis de Holostei
Sugiere que los Lepisosteiformes y los Amiiformes forman el clado Holostei como el grupo hermano de Teleostei, está mejor respaldada que la hipótesis de Halecostomi, lo que hace que esta última sea parafilética. Propone a Halecomorphi como el grupo hermano de Ginglymodi, el grupo que incluye a los pejelagartos actuales y sus parientes fósiles. Se estima que el último ancestro común de los órdenes actuales vivió hace al menos 250 millones de años.

|          | Teleostei                                                   |
|          |                                                             |
| Holostei | \| \| Halecomorphi \| \| \| \| \| \| Ginglymodi \| \| \| \| |
|          | \| \| Halecomorphi \| \| \| \| \| \| Ginglymodi \| \| \| \| |
|          | Halecomorphi                                                |
|          |                                                             |
|          | Ginglymodi                                                  |
|          |                                                             |

|  | Halecomorphi |
|  |              |
|  | Ginglymodi   |
|  |              |